# Marjorie Noël
Françoise Nivot, beter bekend als Marjorie Noël (Bayeux, 25 december 1945 - Cavaillon, 30 april 2000), was een Franse zangeres.

## Biografie
Nivot werd geboren op kerstdag 1945 in Bayeux. In 1964 zette ze haar eerste stappen in de showbusiness en bracht ze een eerste single uit. Ze deed dit onder de artiestennaam Marjorie Noël, een verwijzing naar haar geboortedag. Een jaar later werd ze gevraagd om Monaco te vertegenwoordigen op het Eurovisiesongfestival 1965. Met Va dire à l'amour eindigde ze in Napels op de negende plaats. In 1967 zette ze een punt achter haar muzikale carrière en verdween ze in de anonimiteit, na in totaal zeven singles te hebben uitgebracht. Op 30 april 2000 stierf ze in Cavaillon aan een hersenbloeding. Ze werd 54 jaar oud.
1959: Jacques Pills · 
1960: François Deguelt · 
1961: Colette Deréal · 
1962: François Deguelt · 
1963: Françoise Hardy · 
1964: Romuald · 
1965: Marjorie Noël · 
1966: Tereza · 
1967: Minouche Barelli · 
1968: Line & Willy · 
1969: Jean-Jacques · 
1970: Dominique Dussault · 
1971: Séverine · 
1972: Anne-Marie Godart & Peter McLane · 
1973: Marie · 
1974: Romuald · 
1975: Sophie · 
1976: Mary Christy · 
1977: Michèle Torr · 
1978: Caline & Olivier Toussaint · 
1979: Laurent Vaguener · 
2004: Märyon · 
2005: Lise Darly · 
2006: Séverine Ferrer